# 中华人民共和国土壤污染防治法
《中华人民共和国土壤污染防治法》是中华人民共和国为了保护和改善环境，防治土壤污染而制定的法律，于2018年8月31日第十三届全国人民代表大会常务委员会第五次会议通过，自2019年1月1日起施行。

## 立法进程
2017年6月22日，《中华人民共和国土壤污染防治法（草案）》首次提请全国人大常委会审议。
2017年12月22日，第十二届全国人大常委会第三十一次会议审议了土壤污染防治法草案，这是该草案第二次提请审议。
2018年8月27日，该草案的三审稿提请十三届全国人大常委会第五次会议审议。
2018年8月31日，草案由中华人民共和国第十三届全国人民代表大会常务委员会第五次会议审议通过，并由国家主席习近平签署第八号主席令公布。